# کلیسای عیسی مسیح مقدسین آخرین زمان

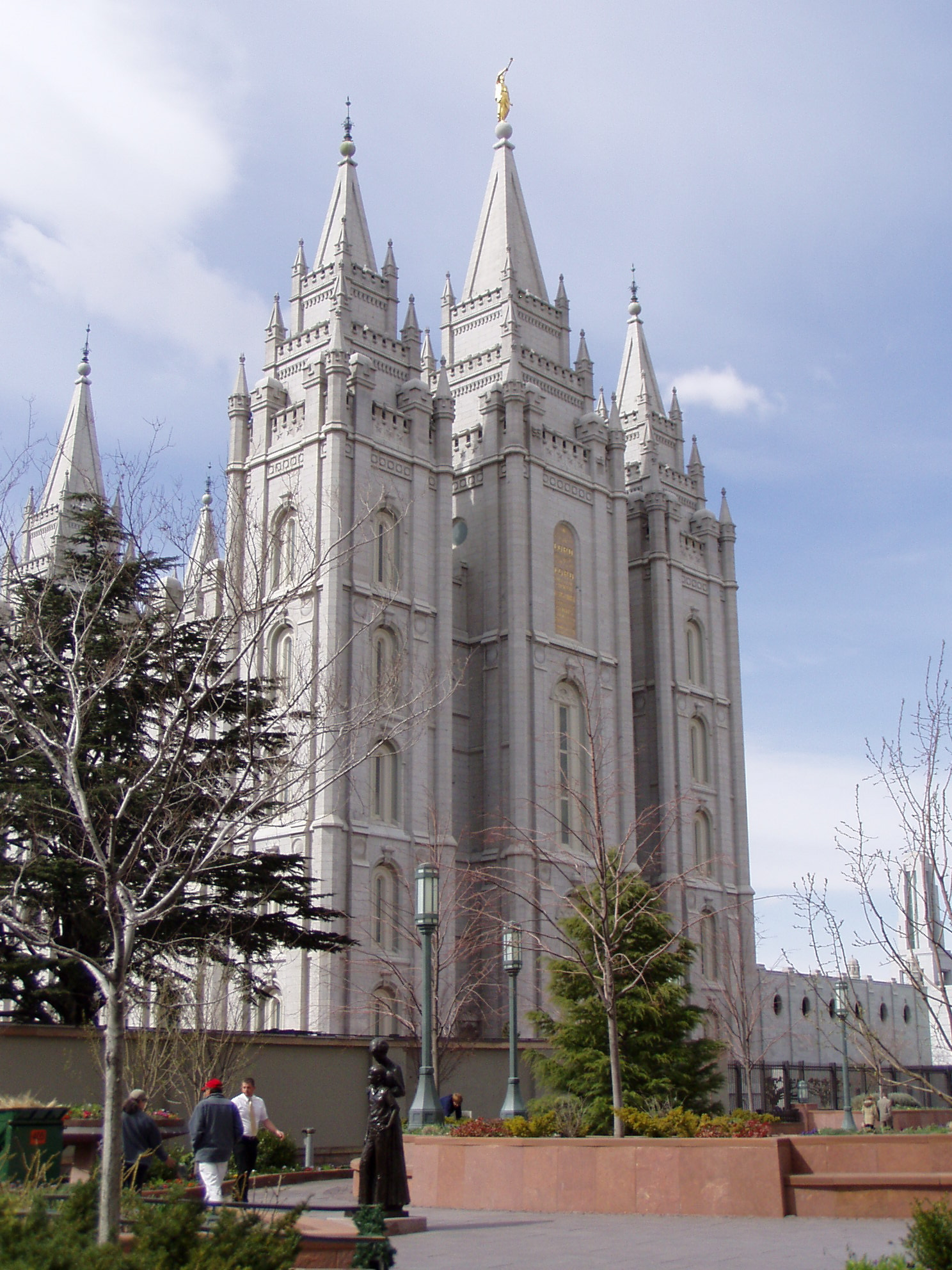
مرکز فرقه مورمون‌ها در سالت لیک سیتی.

کلیسای عیسی مسیحِ مُقَدَّسینِ آخرین زمان یا مورمون‌ها پیروان مذهبی هستند که خود را از مسیحیان و پیروان راستین عیسی مسیح می‌دانند. آن‌ها آیین خود را به نام کلیسای عیسی مسیح مقدسین آخرین زمان اعاده کلیسای تأسیس شده توسط عیسی مسیح می‌دانند. این فرقه با داشتن مکاشفات جدید و اعتقاد به کتاب‌های دیگر در کنار کتاب مقدس، خود را از شاخه‌های دیگر مسیحیت جدا کردند.

## تاریخ
جوزف اسمیت، بازآورنده و اولین پیامبر کلیسا است. او مدعی است در سال ۱۸۲۰ زمانی که ۱۵ ساله بود، رویتی از جانب خدا دریافت کرد که در آن به او گفته شد همه کلیساها در اشتباه‌اند و او نباید به هیچ‌کدام بپیوندد. جوزف اسمیت مجدداً در ۱۸ سالگی رویت دیگر دریافت کرد که در آن از جانب فرشته‌ای به نام مورونی به او مأموریتی عظیم داده شد تا به دنبال الواح طلایی و لوحه‌های قدیمی بگردد.
سرانجام در سال ۱۸۳۰ پس از به دست آوردن این الواح و ترجمه آن‌ها این کتاب‌ها به عنوان کتاب مورمون: گواهی دیگر بر عیسی مسیح انتشار یافت. اگر چه ژورف اسمیت از شرایط تحصیلی خوبی برخوردار نبود، اما با پیدا کردن عینک مخصوص در کنار الواح طلایی و گذراندن سه سال موفق به ترجمه متون شد و در انتها الواح طلایی را به فرشته باز پس داد. ژوزف اسمیت و برادرش، هیرام اسمین از طرف حکومت ایالتی ایلینوی بازداشت و در سال ۱۸۴۴ توسط افرادی مسلح که به زندان نفوذ کردند، کشته شدند. بدین شکل ژوزف اسمیت به عنوان اولین شهید کلیسای عیسی مسیح مقدسین آخرین زمان نیز نام گرفت.

## عقاید کلیسا

### ارکان دین

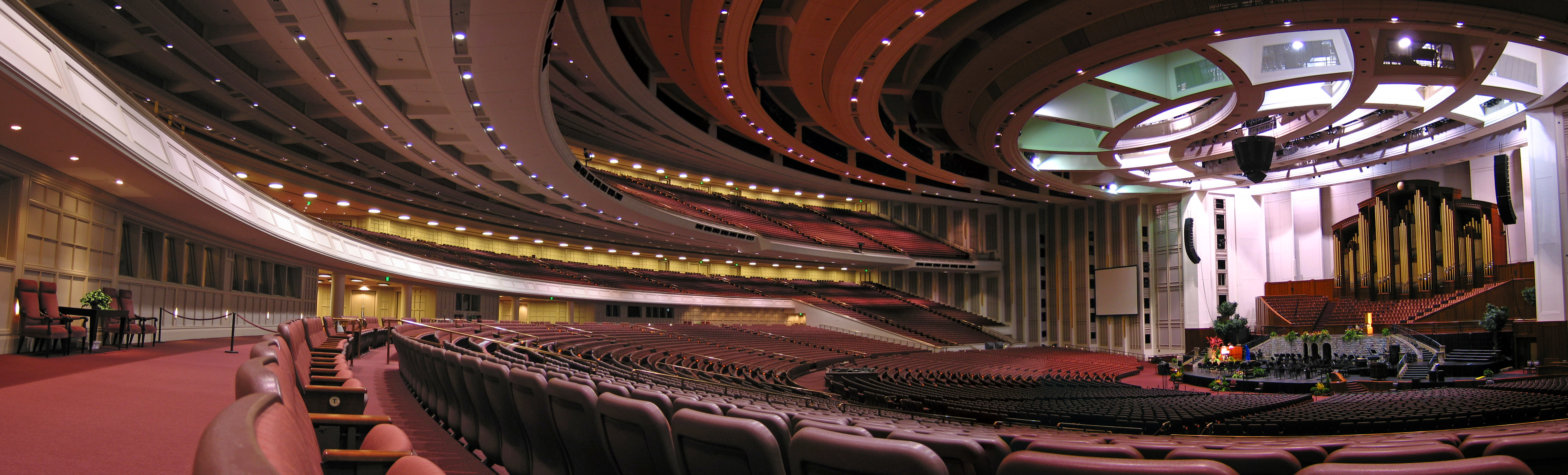
مرکز بزرگ گردهمایی کلیسای عیسی مسیح مقدسین آخرین زمان در شهر سالت لیک ایالت یوتا.

طبق نامه‌ای که در ۱۸۴۲ توسط ژوزف اسمیت صادر شده‌است، و در فصل ارکان دین از کتاب مروارید گرانبها آمده‌است، از این قرار است:
1. ما به خدا، پدر جاویدان، و به پسر او، عیسی مسیح، و به روح القُدس ایمان داریم.
2. ما ایمان داریم که آدمیان برای گناهان خودشان، و نه برای گناه آدم، تنبیه خواهند شد.
3. ما ایمان داریم که از طریق کفّارهٔ مسیح، با اطاعت از قوانین و آیین مژده همهٔ بشریّت می‌توانند نجات یابند.
4. ما ایمان داریم که اصول و آیین نخستین مژده اینها هستند: نخست، ایمان به سَروَر عیسی مسیح: دوّم، توبه: سوّم، تعمید با فرورفتن در آب برای آمرزش از گناهان؛ چهارم، نهادن دستها برای هدیهٔ روح القُدُس.
5. ما ایمان داریم که یک مرد می‌بایستی با نبُوّت از سوی خدا خوانده شود، و با نهادن دستها به‌دست کسانی که دارای اختیار هستند، تا آن مژده را موعظه کنند و آیین آن را انجام دهند.
6. ما به همان سازمانی که در کلیسای نخستین وجود داشت، یعنی، رسولان، پیامبران، پیشوایان، آموزگاران، مبلغان، و مانند آن ایمان داریم.
7. ما به هدیهٔ زبان، نبوّت، مکاشفه، رؤیا، شفا، ترجمهٔ زبان‌ها، و مانند آن ایمان داریم.
8. ما ایمان داریم کتاب مقدّس سخن خدا است تا آن جایی که درست ترجمه شده باشد؛ ما همچنین ایمان داریم که کتاب مورمون سخن خدا است.
9. ما به همهٔ آنچه خدا آشکار کرده‌است، همهٔ آنچه که او اکنون آشکار می‌کند ایمان داریم، و ما ایمان داریم که او هنوز هم چیزهای بسیار بزرگ و مهمی را در رابطه با ملکوت خدا آشکار خواهد کرد.
10. ما به گردآوری واقعی اسرائیل و بازآوری ده طایفه ایمان داریم؛ اینکه صهیون (اورشلیم نو) بر روی قارهٔ آمریکا بنا خواهد شد؛ اینکه مسیح شخصاً بر روی زمین فرمانروایی خواهد کرد؛ و، اینکه زمین دوباره تازه شده و جلال بهشتی خود را دریافت خواهد کرد.
11. ما امتیاز پرستش خدای قادر متعال را بر پایهٔ ندای وجدان خودمان ادعا می‌کنیم، و به همهٔ آدمیان همین امتیاز را می‌دهیم، می‌گذاریم آنها به هر صورتی، در هرکجا، و هر چه می‌خواهند پرستش کنند.
12. ما به مطیع بودن به پادشاهان، رئیس‌جمهورها، فرمانروایان، و حاکمان، در فرمانبرداری، ارج نهادن، و حفظ قانون ایمان داریم.
13. ما به درستکاری، راستگویی، پاکدامنی، خیرخواهی، پارسایی، و به نیکوکاری به همهٔ آدمیان ایمان داریم؛ به راستی، ما می‌توانیم بگوییم که ما از اندرزهای پولس پیروی می‌کنیم -- ما به همه چیز ایمان داریم، ما به همه چیز امیدواریم، ما در چیزهای بسیاری پایداری کرده‌ایم، و امیدواریم بتوانیم در همه چیز پایداری کنیم. اگر چیزی باشد که پارسا، دوست داشتنی، یا شهرت خوبی داشته یا شایستهٔ ستایش باشد، ما به دنبال این چیزها هستیم.

### کتاب‌های مقدس مورد تأیید
اعضای علاوه بر کتاب مقدس، سه کتاب دیگر را در کلیسا به رسمیت می‌شناسند. این کتاب‌ها عبارت‌اند از: کتاب مورمون، اصول و پیمان‌ها، و کتاب مروارید گرانبها. اعضای کلیسا، سخنان پیامبران زنده خویش را همچنین در حد کتاب‌های مقدس می‌دانند.

#### کتاب مورمون: گواهی دیگر بر عیسی مسیح

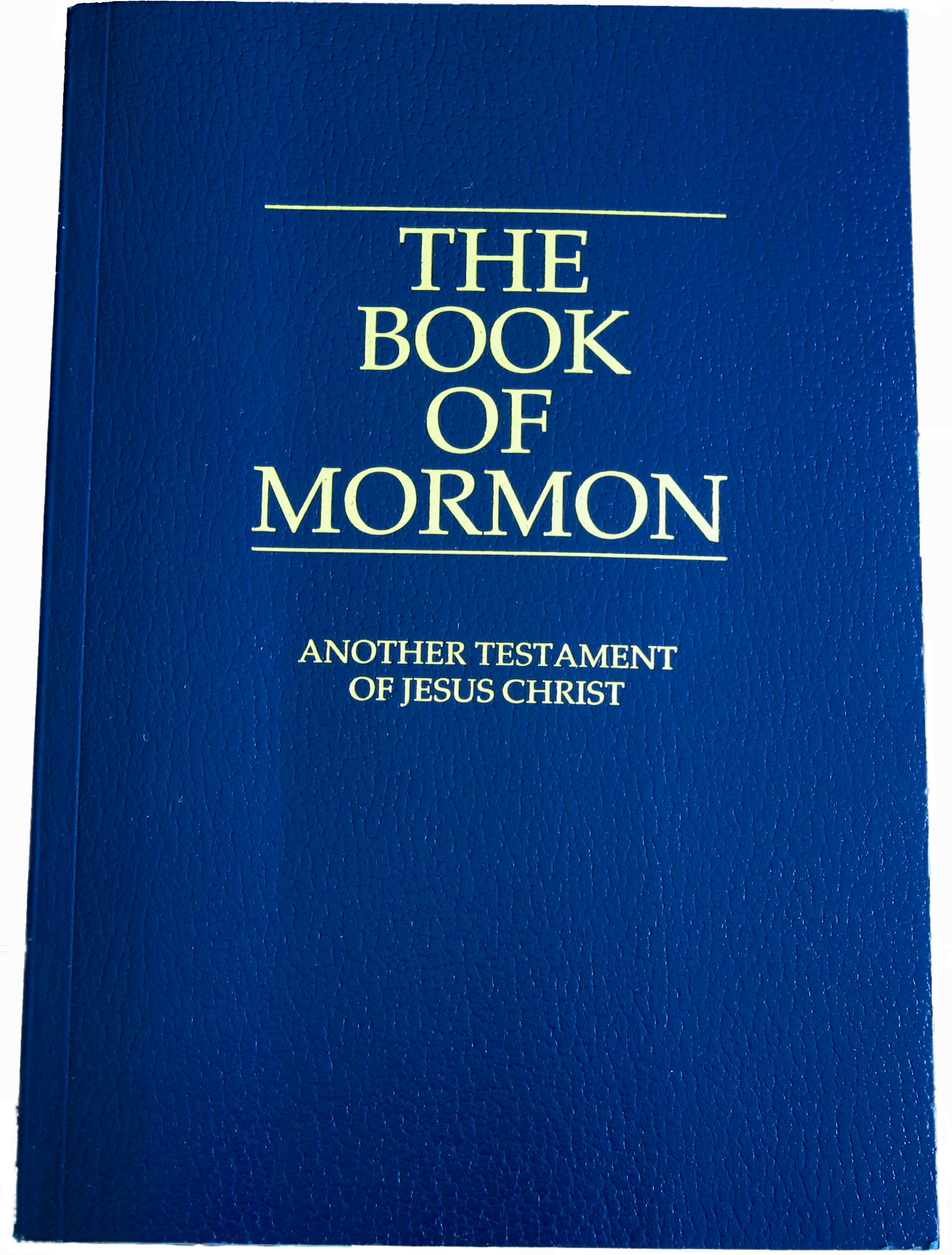

اولین مهاجرت آن‌ها مربوط به افرادی است بنام یارِدیان که پس از واقعه تاریخی سقوط برج بابل به سوی آمریکا رهسپار شدند و به خاطر بت‌پرستی و ارتداد از بین رفتند. مهاجرت بعدی در سال ۶۰۰ قبل از میلاد به وقوع پیوست که در آن گروهی از یهودیان به فرمان خداوند و قبل از سقوط توسط بابلی‌ها، اورشلیم را ترک کردند. این گروه که توسط شخصی به نام لیحای و پسرش، نیفای رهبری می‌شدند، از اقیانوس ساکن عبور کردند و به آمریکای باستانی رسیدند. در آنجا آنان به دو گروه رقیب تقسیم شدند که عده‌ای طرفدار نیفای و عده‌ای دیگر طرفدار برادرش، لامان گشتند. خدا لامان را به خاطر نااطاعتی لعنت کرد و به این خاطر، رنگ پوست او و خانواده‌اش تیره شد. سرخ‌پوستان آمریکا از نژاد لامان‌ها خوانده شده‌اند. نیفای که مطیع و وفادار به احکام خداوند بود، افتخار این را پیدا کرد که عیسی مسیح قیام کرده را ملاقات کند. در این ملاقات، مژده واقعی و راستین توسط عیسی مسیح به آنان موعظه شد. در ادامه اختلافات بین لامان و نیفای لامانیان دست به نابودی زدند، ولی یکی از آنان به نام مورمون زنده ماند و قبل از مرگ تمام این وقایع را بر روی ورقه‌های طلایی ثبت کرد. این ورقه‌ها به وسیله «مورونی»، پسر مورمون زیر خاک مدفون شد. ۱۴۰۰ سال بعد مورونی به صورت فرشته‌ای بر جوزف اسمیت (بنیانگذار این کلیسا) ظاهر شد و محل ورقه‌ها را به او نشان داد.
بر پایه عقیده مورمون‌ها باغ عدن یا بهشت در ایالت میسوری آمریکا قرار داشته‌است که اورشلیم جدید پس از بازگشت مسیح نیز در آنجا قرار خواهد گرفت.

#### اصول و پیمان‌ها
مجموعه‌ای از مکاشفات ژوزف اسمیت است که در مورد کلیسای مسیح در روزهای آخر، مقام کاهنان و پیشگویی‌های آینده سخن می‌گوید.

#### کتاب مروارید گرانبها
این کتاب شامل سه بخش عمده‌است:
نخست، کتاب ابراهیم که ترجمه یک پاپیروس مصری است، در سال ۱۸۳۵ توسط اسمیت ترجمه و چاپ شد. او مدعی بود که این طومارها توسط ابراهیم در ۴۰۰۰ سال پیش نوشته شده‌است.
دوم، کتاب موسی مجموعه مکاشفات ژوزف اسمیت است که گفته می‌شود از کتاب و شریعت موسی گم شده‌است. در این کتاب اطلاعاتی در مورد آفرینش جهان آورده شده‌است.
سوم، نوشته‌های ژوزف اسمیت که شامل اساسنامه، منتخباتی از تاریخ کلیسای عیسی مسیح مقدسین آخرین زمان و الهاماتی است که مؤسس این فرقه دریافت کرده‌است.

### آموزه‌های کلیسا در مورد خدا

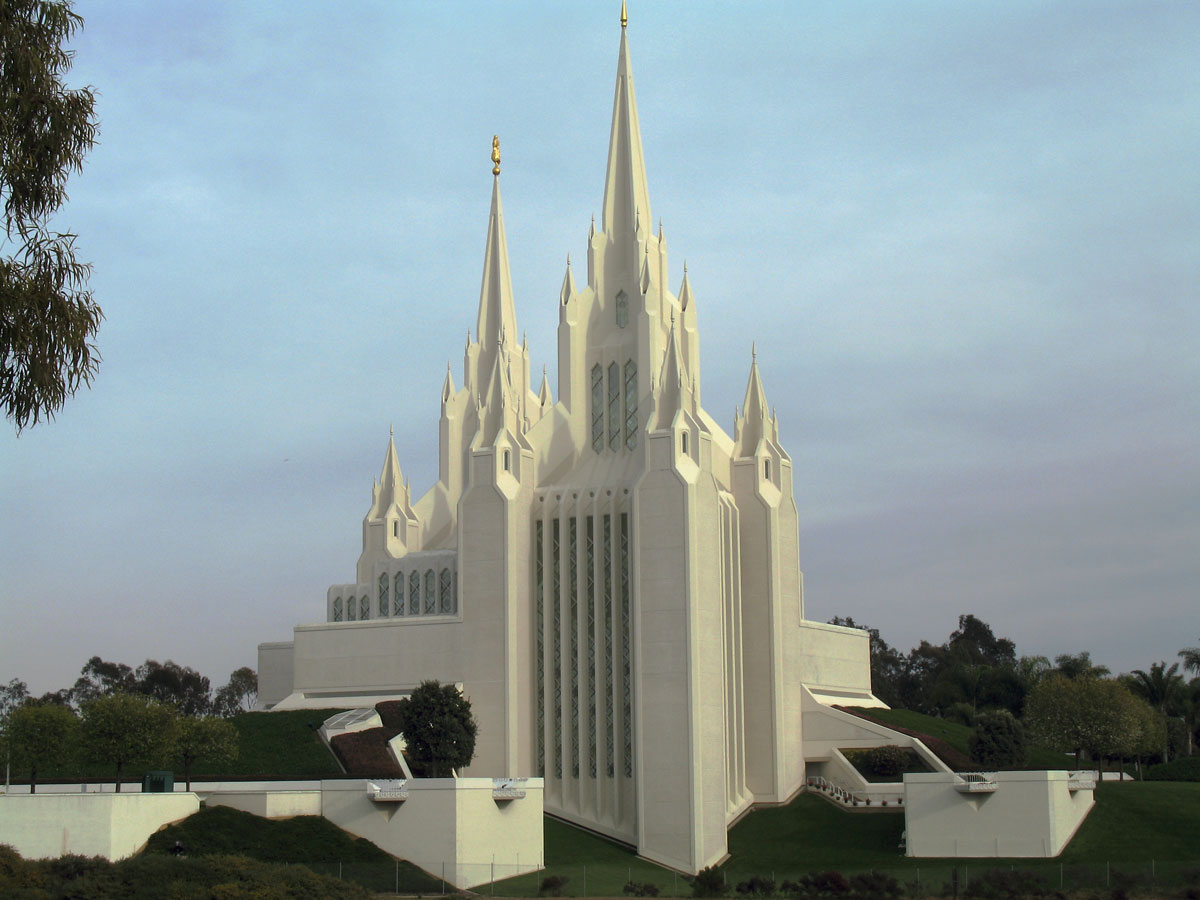
معبد شهر سن دییگو.

اعضای کلیسا ایمان دارند که خدا پدر آسمانی و روحانی همه آدمیان است. ایمان دارند که همه فرزندانش را دوست دارد و می‌خواهد که خوشحال شوند. تثلیث را قبول ندارند اما ایمان دارند که پدر آسمانی، عیسی مسیح، و روح القای سه نفر الهی جدا هستند. پدر آسمانی و عیسی مسیح جسم‌ها دارند ولی روح القدس جسمی ندارد. برخی معتقدند آموزه‌های کلیسا در مورد خدا در مغایرت با کلیساهای دیگر است. اعضای کلیسا ایمان دارند که خدا زمانی یک بشر بوده و در اثر تکامل به مقام خدایی رسیده‌است. ممکن است که فرزندانش مثل خودش شویم از طریق کفاره عیسی مسیح. این اصول هم در کتاب مورمون هم در کتاب مقدس پیدا می‌شود؛ مثلاً در نامه رومانیان فصل ۸ آیه ۱۷ و مکاشفه فصل ۳ آیه ۲۱.
مورمون‌ها خدا یا پدر را یک مرد با بدنی جسمانی می‌دانند که اکنون نزدیک به ستاره ای به نام کولاب زندگی می‌کند.

### سه‌گانه‌باوری
مورمون‌ها به تثلیث معتقد هستند، اما تفسیر آنان از این آموزه با تفسیر مسیحیت ارتدکس در تضاد است. در تعالیم مورمون؛ پدر، پسر و روح‌القدس سه خدا هستند که در ذات و ماهیت متفاوتند. پدر دارای گوشت و استخوان است که زمانی انسان بوده و سپس به مقام خدایی رسیده‌است. بر این اصل، هر انسانی این توانایی را در خود دارد که خدا شود. آنان می‌گویند که خدای پدر نیز دارای پدری بوده و به‌طور جسمانی از مادرش متولد شده‌است. خدای مورمون‌ها در تکامل و تغییرپذیری است.

### عیسی مسیح
کتاب مورمون عیسی مسیح را مخلوق خدا می‌داند. مسیح با انسان‌های دیگر تفاوت چندانی ندارد. او اولین روح زاییده توسط خداست که نامش قبل از زندگی بر روی زمین یهوه بوده‌است. او ابدی است، اما نه تنها او بلکه همه انسان‌ها در روح ابدی‌اند. طبق این نظریه مسیح یکی از روح‌ها بوده که جسم گرفت و اینک یکی از خدایان شده‌است. پس فرق مسیح و انسان‌ها نه در ذات، بلکه در ترتیب زمانی جسم پوشیدن است. طبق این استدلال، کلیسای مورمون مسیح را برادر ارشد ما معرفی می‌کند. مسیح بی‌گناه و در هدف با خدا یکی است و خدای مجسم شده‌است.

### روح‌القدس
روح‌القدس سومین شخصیت در الوهیت است، و یک شخصیت روح بدون جسم است. روح القدس می‌تواند دلهای همهٔ انسان را لمس کند. از حقیقت گواهی می‌دهد، آدمها را تسلی می‌دهد، و از خطر هشدار می‌دهد. هدیهٔ روح القدس بخشی از تعمید است و از جانب کشیشان داده می‌شود. روح القدس همیشه با کسی که این هدیه را دارد همراه است مگر شایستهٔ این هدیه نباشد.

### مسیح به عنوان کفاره گناهان
عمل مسیح به عنوان کفاره گناهان قادر است که همهٔ گناهان انسان را پاک کند. انسان برای تحصیل بخشش باید توبه کنند، یعنی باید کارهای بد را ترک کند، بخشش بخواهند، و تلاش کنند بازپرداخت کنند. عادل شمردگی توسط ایمان مردود است و مسیر به زندگی جاویدان شامل ایمان به مسیح، توبه، تعمید آب، تعمید روح‌القدس با دستگذاری کشیشان، و پایداری تا پایان (شامل رشد ایمان، توبهٔ روزانه، تجدید و ایجاد پیمانها، و تلاش به بهتر بودن) است. این رستگاری فرایندی است که به زندگی جاویدان منتهی می‌شود. همچنین باید گفت که اعتقاد دارند با اینکه همه ادیان و مذاهب دیگر حقایق و خوبی دارند، در خارج از کلیسای عیسی مسیح مقدسین آخرین زمان، نه اقتدار خدا برای تعمید درست وجود دارد نه کل مژدهٔ ابدی عیسی مسیح.

### تعمید به نیابت از مردگان
از این جهت که تعمید توسط صاحب اقتدار درست برای رستگاری ضروری است، علاقه زیادی به شجره‌نامه‌های خانوادگی دارند و سعی می‌کنند اجداد و نیاکان خود را شناسایی کرده و به نیابت از آنان تعمید یابند. نه تنها اقوام و آشنایان خود بلکه پنجاه نفر از مردگان غریبه را نیز می‌توانند به نیابت تعمید دهند، از این گونه تعمیدها می‌توان به چنگیزخان مغول، اسکندر مقدونی، ژاندارک، بودا، آن فرانک، آدولف هیتلر، ژوزف استالین اشاره کرد.

### دیگر اعتقادات
در کتاب مقدس اعمال نیکو نتیجه ایمان است و نه راه به دست آوردن آن. اما طبق تعالیم مورمون، گناه اولیه آدم برای تشخیص نیک و بد ضروری بود.
تعمید به نیابت از طرف مردگان در هیچ قسمت از کلام خدا تعلیم داده نشده‌است. مورمون‌ها با تفسیر دیگری از اول قرنتیان باب ۱۵ آیه ۲۹ به این نتیجه رسیده‌اند.
دیدگاه مورمون در مورد آخر الزمان، مبنی بر نجات همگان است. در اعتقاد ایمان یک نوع رستگاری عمومی هست که شامل همه مردم دنیا می‌شود و یک نوع رستگاری فردی نیز هست.
وجود بهشت و جهنم در تعالیم مورمون چندان روشن نیست. مجازات ابدی در تعالیم مورمون جایی ندارد. آنان انسان‌ها را به طبقات مختلفی که در ملکوت در نظر گرفته‌اند، تقسیم می‌کنند.
مورمون معتقد است که همه موجودات اعم از انسان و حیوان و گیاهان قبلاً به صورت روح خلق شده و سپس شکل مادی به خود گرفته‌اند.
چنین گفته می‌شود که تعالیم کلیسای مورمون از آغاز تاکنون دستخوش تغییرات زیادی شده‌است. انبیای زنده این کلیسا بارها نظرات انبیای قبل از خود را نقض کرده‌اند. به عنوان مثال بریگم یانگ بر این اعتقاد بود که آدم همان خدای پدر است که در اثر رابطه جنسی با مریم باکره، پدر جسمانی مسیح شد. این تعلیم چند سال بعد توسط یکی دیگر از انبیاء رد شد. با اینکه یانگ این گفته خود را مکاشفه‌ای از جانب خدا می‌دانست، ولی امروز کلیسای مورمون این تعلیم را رد می‌کند.
اعتقاد جدید مبنی بر این است که آدم اولین فرزند خدا بود که جسم خاکی پوشید و در زمین زندگی کرد.
امروزه کلیسای مورمون اعلام کرده‌است که هیچ پیامبری حق آوردن پیامی را از طرف خدا ندارد، مگر آنکه به تأیید شورای رهبران کلیسا برسد. وحی در این کلیسا بر دو نوع است: گفته‌هایی که از طرف خدا بر آن‌ها نازل شده‌است، و سخنانی را که مورمون‌ها آن‌ها را صرفاً عقاید شخصی پیامبران خوانده‌اند.
ایمان در کلیسای مورمون چنین تعریف شده‌است: اعتقاد به این حقیقت که عیسی نجات‌دهنده جهان و ژوزف اسمیت پیامبر حقیقی و راستین خداست. مقام اسمیت در کلیسای مورمون بسیار بالاست، به‌طوری‌که در کنار ایمان به عیسی برای نجات، وساطت ژوزف اسمیت نیز نقش مهم و حیاتی دارد. امروزه بانی این فرقه حتی مقام بسیار بالاتری از یک پیامبر را در این کلیسا دارد. گفته می‌شود در کتاب مورمون پیشگویی‌های قید شده که نادرستی آن آشکار شده‌است.
از عقاید عجیب مورمون‌ها شیطانی بودن کافئین است. همچنین بر این باور هستند اگر لباسی که موسوم به پوشاک معبد Temple Garments(معبد مورمون) است را بر تن داشته باشند از آتش، چاقو، گلوله و شیطان در امان خواهند بود.
همچنین هر انسانی برای ورود به بهشت نیاز به یک گذرواژه دارد که آن را پس از این که در دادگاه الهی مورد قضاوت قرار گرفت دریافت می‌کند، دادگاهی که به قضاوت ژوزف اسمیت، عیسی مسیح و خداوند برگزار خواهد شد.
همچنین اگر کسی از آیین مورمون بیرون برود با به اصطلاح مرتد شود در حقیقت دست به خودکشی اجتماعی زده‌است زیرا از دید دیگر مورمون‌ها و حتی خانواده اش دیگر وجود ندارد و او را به‌طور کامل کنار می‌گذارند.

### نگاه منتقدان
با اینکه ادعا می‌شود اصل کتاب مورمون در سال ۴۲۸ میلادی نوشته شده‌است، ولی در ترجمه ژوزف اسمیت حدود ۲۵۰۰۰ واژه آن عیناً از ترجمه انگلیسی کتاب مقدس (نسخه جیمزشاه، King James version) که در سال ۱۶۱۱ میلادی به چاپ رسیده، برداشته شده‌است. کلماتی که از زبان عیسی مسیح، پولس، پطرس و یوحنا در انجیل آمده‌است، در کتاب مورمون از زبان افرادی نقل می‌شود که سال‌ها قبل از میلاد مسیح می‌زیسته‌اند. کتاب مورمون مملو از اشتباهات تاریخی است. شواهد علمی در مورد نژاد سرخ‌پوستان آمریکا با ادعای کتاب مورمون اختلاف دارد. طبق این تحقیقات علمی، نسل سرخ‌پوستان شباهت کاملی به نژاد مغول‌ها و مردمان خاور دور دارد. همچنین پژوهش‌های باستان‌شناسی تمدن عظیمی را که کتاب مورمون ارائه داده‌است، تأیید نمی‌کند.
در تحقیقات زبان‌شناسی، از زبان مصری اصلاح شده هیچ سخنی به میان نیامده‌است (زبانی که اسمیت ادعا می‌کرد کتاب مورمون را از آن ترجمه کرده‌است). اینکه بومیان اولیه آمریکا به این زبان ناشناخته صحبت می‌کرده‌اند، به هیچ وجه اعتبار ندارد. این زبان برای متخصصان زبان‌های باستانی و حتی مصرشناسان نیز کاملاً بیگانه‌است.